# Франсиску-Белтран (микрорегион)

Франсиску-Белтран на карте.

Франсиску-Белтран (порт. Microrregião de Francisco Beltrão) — микрорегион в Бразилии, входит в штат Парана. Составная часть мезорегиона Юго-запад штата Парана. Население составляет 	242 411	 человек (на 2010 год). Площадь — 	5450,346	 км². Плотность населения — 	44,48	 чел./км².

## Демография
Согласно сведениям, собранным в ходе переписи 2010 г. Национальным институтом географии и статистики (IBGE), население микрорегиона составляет:						
| Полное население                             | Полное население                             | Полное население                             | Полное население                             | 242 411 |
| -------------------------------------------- | -------------------------------------------- | -------------------------------------------- | -------------------------------------------- | ------- |
| в том числе:                                 | Городское население                          | 164 660                                      | Процент городского населения, %              | 67,93   |
|                                              | Сельское население                           | 77 751                                       | Процент сельского населения, %               | 32,07   |
|                                              | Мужское население                            | 120 979                                      | Процент мужского населения, %                | 49,91   |
|                                              | Женское население                            | 121 432                                      | Процент женского населения, %                | 50,09   |
| Плотность населения, чел/км²                 | Плотность населения, чел/км²                 | Плотность населения, чел/км²                 | Плотность населения, чел/км²                 | 44,48   |
| Население микрорегиона в % к населению штата | Население микрорегиона в % к населению штата | Население микрорегиона в % к населению штата | Население микрорегиона в % к населению штата | 2,32    |

## Статистика
- Валовой внутренний продукт на 2004 год составляет 2 477 966 000,00 реалов (данные: Бразильский институт географии и статистики).
- Валовой внутренний продукт на душу населения на 2003 год составляет 9993,39 реалов (данные: Бразильский институт географии и статистики).
- Индекс развития человеческого потенциала на 2000 год составляет 0,764 (данные: Программа развития ООН).

## Состав микрорегиона
В составе микрорегиона включены следующие муниципалитеты:
1. Барракан
2. Боа-Эсперанса-ду-Игуасу
3. Бон-Жезус-ду-Сул
4. Крузейру-ду-Игуасу
5. Дойс-Визиньюс
6. Энеас-Маркис
7. Флор-да-Серра-ду-Сул
8. Франсиску-Белтран
9. Манфринополис
10. Мармелейру
11. Нова-Эсперанса-ду-Судуэсти
12. Нова-Прата-ду-Игуасу
13. Пиньял-ди-Сан-Бенту
14. Ренасенса
15. Салгаду-Филью
16. Салту-ду-Лонтра
17. Санту-Антониу-ду-Судуэсти
18. Сан-Жоржи-д’Уэсти
19. Вере